# Gouvernement Hasquin
Le Gouvernement Hervé Hasquin est un gouvernement de la Communauté française de Belgique tripartite composé de socialistes, de libéraux et d'écologistes.
Ce gouvernement fonctionne à la suite des élections régionales de 1999 du 22 juillet 1999 au 26 juillet 2004 et remplace le Gouvernement Onkelinx II. Il cèdera sa place au Gouvernement Arena après les élections de 2004.

## Composition
| Fonction | Titulaire | Titulaire | Parti |
| --- | --------- | --- | ----- |
| Ministre-président du Gouvernement de la Communauté française, chargé des Relations internationales                                                        |           | Hervé Hasquin | PRL   |
| Ministre du Budget, de la Culture et des Sports s'y ajoute le 1.01.2001: Fonction publique et Jeunesse est retirée le 15.07.2003, la compétence: du Budget |           | Robert Collignon remplacé le 4.04.2000 par : Rudy Demotte remplacé le 15.07.2003 par : Christian Dupont                                                    | PS    |
| à partir du 15.07.2003 : Ministre du Budget |           | Michel Daerden | PS    |
| Ministre de l’Enfance, chargé de l’Enseignement fondamental, de l’Accueil et des missions confiées à l’O.N.E.                                              |           | Jean-Marc Nollet | ECOLO |
| Ministre de l’Enseignement secondaire, des Arts et des Lettres remplacé le 17.10.2000 par : l’Enseignement secondaire et l’Enseignement spécial.           |           | Pierre Hazette | PRL   |
| Ministre de l’Enseignement supérieur et de la Recherche scientifique s'y ajoute le 1.01.2001: l’Enseignement de promotion sociale                          |           | Françoise Dupuis | PS    |
| Ministre de l’Audiovisuel étendu le 4.04.2000 aux : Arts et Lettres                                                                                        |           | Corinne De Permentier remplacée le 17.10.2000 par : Richard Miller remplacé le 6.06.2003 par : Daniel Ducarme remplacé le 17.02.2004 par : Olivier Chastel | PRL   |
| jusqu'au 1.01.2001 : Ministre de la Jeunesse, de la Fonction publique et de l’Enseignement de promotion sociale                                            |           | Yvan Ylieff remplacé le 4.04.2000 par : Willy Taminiaux | PS    |
| Ministre de l’Aide à la jeunesse et de la Santé |           | Nicole Maréchal | ECOLO |